# Романів (Львівський район)
Рома́нів — село в Україні, у Львівському районі Львівської області. Населення становить 900 осіб. Орган місцевого самоврядування — Бібрська міська рада. Через село проходить автомобільна дорога місцевого значення С141211 Старе Село — Коцурів — Затемне, а також автошлях Р 84 — Бібрка-Бурштин - автомобільний шлях регіонального значення у Львівській та Івано-Франківській областях.

## Історія
Перша писемна згадка про село сягає 1410 року, хоча археологічні знахідки епохи мезоліту (середньої кам'яної доби) та ХІІІ—XIV ст. в місцевості Камінна (Лиса) Гора засвідчують, що поселення були тут у більш давні часи.
Дідичами села Романова, яке за часів польського панування адміністративно належало до складу Львівської землі Руського воєводства, з кінця XIV ст. були руські шляхтичі Романовські — нащадки першого відомого його власника Івана-Гліба Дядьковича з Романова гербу Шалава. (лат. Iohanne dicto Hlib Dyathkowitcz de Romanow) по лінії його сина Миколая Романовського. Також Каспер Несецький вважав Івана-Гліба Дядьковича представником роду Свірзьких гербу Шалава.
Романовські володіли селом до 1488 року. Після шлюбу Беати Романовської з Пйотром Гербуртом, званим Одновським, село Романів (разом з Підгородищем та Городиславичами) перейшло у власність Гербуртів.
У податковому реєстрі 1515 року в селі документується піп (отже, уже тоді була церква), млин і 4 лани (близько 100 га) оброблюваної землі, село залишалось у володінні Пйотра Одновського.
1555 року село перейшло від Миколая Гербурта з Однова і Фельштина — сина Беати Романівської, за заповітом до сестрениці Анни зі Стоянців Чурило, яка близько 1547 року вийшла за любомльського старосту, охмістра королеви Варвари Радзивілл Станіслава Мацейовського. У 1563 році вона отримала дозвіл на заснування на місці села однойменного міста. Надалі Романовом володіли Сенявські: в другій половині XVI ст. — руський воєвода Ієронім, в середині XVII ст. — його правнук, львівський староста Адам-Ієронім. Романів належав до маєтності, куди входили також Городиславичі, Підгородище, Селиська, Підсоснів, Пліхів та Германів.
У 1918 році в селі з числа місцевих мешканців була сформована Залізна сотня — понад 110 стрільців, за винятком частини старшинського складу (наприклад, командир сотні у травні 1919 року — Яремич з Коломиї) та входила до складу 3-го куреня 24-го піхотного полку Українських Січових стрільців. Залізна романівська сотня брала участь у бойових діях від 22 листопада 1918 року і у первісному варіанті існувала принаймні до кінця травня 1919 року.
У 2010 році мешканці відсвяткували 600-річчя села.
Біля села розташований Романівський ландшафтний заказник і найвища вершина Подільської височини — гора Камула.

#### Боротьба ОУН- УПА проти комунізму.
13 листопада 1945 року в лісі біля села Романів перебував підрозділ УПА підкомандуванням «Шугая».

## Населення

### Мова
Розподіл населення за рідною мовою за даними перепису 2001 року:
| Мова       | Кількість | Відсоток |
| ---------- | --------- | -------- |
| українська | 900       | 100%     |

## Церква
- Мурований храм св. Архистратига Михаїла, збудований у 1813 р. (УГКЦ). Церква внесена до реєстру пам'яток архітектури місцевого значення за охоронним номером 2341-М. У 2013 парафія Святого архистратига Михаїла у с. Романів Бібрського деканату УГКЦ урочисто відзначила 200-ліття побудови храму.

- Мурований храм св. Архистратига Михаїла (УПЦ КП)

У квітні 2015 року громада Свято-Михайлівської церкви УАПЦ ухвалила рішення перейти до УПЦ КП.

## Відомі люди

### У Романові народилися
- філолог-славіст Олекса Горбач
- живописець, графік, бандурист Юрій Сінгалевич (*1911 — †1947)
- схимомонах Студійського уставу УГКЦ Теодор (Теодосій) Цибрівський (*1899 — †1972) — 1984 року отримав звання «Праведник народів світу» за порятунок вісімнадцяти євреїв у приміщеннях взуттєвої фабрики «Солід» у Львові в період Голокосту
- правник, український громадський діяч Діонісій Кулачковський (*1840— †1918)
- Ярослав Свищ (* 1981) — український спортсмен і тренер.
- польський науковець, соціолог і економіст, почесний громадянин Львова Юзеф Супінський (*1804— †1893)
- відомою особою з Романова є Іванко Сушик — герой Грюнвальдської битви (1410 р.).
- Остап Чучкевич — український військовий та політичний діяч, член ОУН, командир 14-ї роти 29-го полку дивізії «Галичина».

### Пов'язані з Романовом
- Казімеж Ахт-Тарловський (1859—1912) — польський лісівник. До 1883 року проходив практику у Романові.
- Юрій Третяк (1894–1960) — український вчений-лісівник. У період з 1925 р. по 1940 р. працював лісовпорядником та лісничим у місцевих приватних лісах графа Потоцького.

- Село в 1904 р. відвідав великий письменник і поет Іван Франко. В центрі села є пам'ятник Каменяреві, а також на сільській бібліотеці розміщена пам'ятна дошка.